# Kanton Dardesheim
Der Kanton Dardesheim bestand von 1807 bis 1813 im Distrikt Halberstadt im Departement der Saale im Königreich Westphalen und wurde durch das Königliche Decret vom 24. Dezember 1807 gebildet.

## Gemeinden
- Athenstedt
- Badersleben
- Dardesheim
- Huß-Neinstedt
- Zilly